# جيم ريان
جيم ريان (بالإنجليزية: Jim Ryan)‏ (6 سبتمبر 1942 في المملكة المتحدة - ) هو لاعب كرة قدم بريطاني في مركز الهجوم. شارك مع منتخب ويلز تحت 21 سنة لكرة القدم. أما مع النوادي، فقد لعب مع تشارلتون أثلتيك ونادي إكزتر سيتي ونادي ميلوول ونادي دوفر ودولويتش هاملت وهاستينغز يونايتد ‏.